# Vláda národní jednoty (Libye)
Vláda národní jednoty (arabsky حكومة الوحدة الوطنية) je přechodná vláda Libye vytvořená 10. března 2021 za účelem sjednocení konkurenční Vlády národní dohody se sídlem v Tripolisu a Al-Thaniho kabinetem se sídlem v Tobruku. Předsedou Vlády národní jednoty je Abdul Hamid Dbeibeh. Vláda je podporováno Tureckem, Katarem, Alžírskem, Pákistánem a Palestinou.